# Football League Championship 2004-05
La Football League Championship 2004-05 (conocida como "The Coca-Cola Championship" por razones de patrocinio) fue la temporada treinta desde el nuevo formato de división de ligas. Comenzó en agosto de 2004 y terminó en mayo de 2005 con la final de los play-offs de promoción. Esta fue la primera temporada desde la remodelación de la Football League. La First Division, Second Division y Third DIvision fueron renombradas a la Football League Championship, Football League One y Football League Two respectivamente. Coca-Cola reemplazo a Nationwide Building Society como patrocinio.

## Ascensos y descensos
| Pos | a Premier League 2004-05 |
| --- | ------------------------ |
| 1º  | Norwich City             |
| 2º  | West Bromwich Albion     |
| 3°  | Crystal Palace           |

| Pos | a Football League Championship 2004-05 |
| --- | -------------------------------------- |
| 18º | Leicester City                         |
| 19º | Leeds United                           |
| 20º | Wolverhampton Wanderers                |

| Pos | a Football League Championship 2004-05 |
| --- | -------------------------------------- |
| 1º  | Plymouth Argyle                        |
| 2º  | Queens Park Rangers                    |
| 3º  | Brighton & Hove Albion                 |

| Pos | a EFL League One |
| --- | ---------------- |
| 22º | Walsall          |
| 23º | Bradford City    |
| 24º | Wimbledon        |

## Clubes Participantes
| Equipo                  | Estadio             | Capacidad |
| ----------------------- | ------------------- | --------- |
| Sunderland              | Stadium of Light    | 49,000    |
| Leeds United            | Elland Road         | 37,697    |
| West Ham United         | Boleyn Ground       | 35,146    |
| Derby County            | Pride Park Stadium  | 33,597    |
| Sheffield United        | Bramall Lane        | 32,609    |
| Leicester City          | Walkers Stadium     | 32,500    |
| Nottingham Forest       | City Ground         | 30,602    |
| Ipswich Town            | Portman Road        | 30,311    |
| Wolverhampton Wanderers | Molineux Stadium    | 28,525    |
| Stoke City              | Britannia Stadium   | 28,000    |
| Wigan Athletic          | JJB Stadium         | 25,138    |
| Preston North End       | Deepdale            | 24,500    |
| Reading                 | Madejski Stadium    | 24,161    |
| Coventry City           | Highfield Road      | 23,489    |
| Burnley                 | Turf Moor           | 22,546    |
| Cardiff City            | Ninian Park         | 22,008    |
| Millwall                | The New Den         | 20,146    |
| Watford                 | Vicarage Road       | 19,920    |
| Plymouth Argyle         | Home Park           | 19,500    |
| Queens Park Rangers     | Loftus Road         | 19,128    |
| Gillingham              | Priestfield Stadium | 11,582    |
| Crewe Alexandra         | Alexandra Stadium   | 10,046    |
| Brighton & Hove Albion  | Withdean Stadium    | 8,850     |
| Rotherham United        | Millmoor            | 8,300     |

## Clasificación
Los dos primeros equipos de la clasificación ascienden directamente a la Premier League 2005-06, los clubes ubicados del tercer al sexto puesto disputan un play-off para determinar un tercer ascenso.
| Pos. | Equipo                  | Pts. | PJ | G  | E  | P  | GF | GC | Dif. | Clasificación                    |
| ---- | ----------------------- | ---- | -- | -- | -- | -- | -- | -- | ---- | -------------------------------- |
| 1    | Sunderland (C, A)       | 94   | 46 | 29 | 7  | 10 | 76 | 41 | +35  | Ascenso a Premier League         |
| 2    | Wigan Athletic (A)      | 87   | 46 | 25 | 12 | 9  | 79 | 35 | +44  | Ascenso a Premier League         |
| 3    | Ipswich Town            | 85   | 46 | 24 | 13 | 9  | 85 | 56 | +29  | Play-offs para la Premier League |
| 4    | Derby County            | 76   | 46 | 22 | 10 | 14 | 71 | 60 | +11  | Play-offs para la Premier League |
| 5    | Preston North End       | 75   | 46 | 21 | 12 | 13 | 67 | 58 | +9   | Play-offs para la Premier League |
| 6    | West Ham United (A)     | 73   | 46 | 21 | 10 | 15 | 66 | 56 | +10  | Play-offs para la Premier League |
| 7    | Reading                 | 70   | 46 | 19 | 13 | 14 | 51 | 44 | +7   |                                  |
| 8    | Sheffield United        | 67   | 46 | 18 | 13 | 15 | 57 | 56 | +1   |                                  |
| 9    | Wolverhampton Wanderers | 66   | 46 | 15 | 21 | 10 | 72 | 59 | +13  |                                  |
| 10   | Millwall                | 66   | 46 | 18 | 12 | 16 | 51 | 45 | +6   |                                  |
| 11   | Queens Park Rangers     | 62   | 46 | 17 | 11 | 18 | 54 | 58 | −4   |                                  |
| 12   | Stoke City              | 61   | 46 | 17 | 10 | 19 | 36 | 38 | −2   |                                  |
| 13   | Burnley                 | 60   | 46 | 15 | 15 | 16 | 38 | 39 | −1   |                                  |
| 14   | Leeds United            | 60   | 46 | 14 | 18 | 14 | 49 | 52 | −3   |                                  |
| 15   | Leicester City          | 57   | 46 | 12 | 21 | 13 | 49 | 46 | +3   |                                  |
| 16   | Cardiff City            | 54   | 46 | 13 | 15 | 18 | 48 | 51 | −3   |                                  |
| 17   | Plymouth Argyle         | 53   | 46 | 14 | 11 | 21 | 52 | 64 | −12  |                                  |
| 18   | Watford                 | 52   | 46 | 12 | 16 | 18 | 52 | 59 | −7   |                                  |
| 19   | Coventry City           | 52   | 46 | 13 | 13 | 20 | 61 | 73 | −12  |                                  |
| 20   | Brighton & Hove Albion  | 51   | 46 | 13 | 12 | 21 | 40 | 65 | −25  |                                  |
| 21   | Crewe Alexandra         | 50   | 46 | 12 | 14 | 20 | 66 | 86 | −20  |                                  |
| 22   | Gillingham (D)          | 50   | 46 | 12 | 14 | 20 | 45 | 66 | −21  | Descenso de categoría            |
| 23   | Nottingham Forest (D)   | 44   | 46 | 9  | 17 | 20 | 42 | 66 | −24  | Descenso de categoría            |
| 24   | Rotherham United (D)    | 29   | 46 | 5  | 14 | 27 | 35 | 69 | −34  | Descenso de categoría            |

 Fuente: [cita requerida]

### Play-Offs por el tercer ascenso a laPremier League
|  | Semifinales       | Semifinales | Semifinales     |   |                   | Final | Final |  |
|  |                   |             |                 |   |                   |       |       |  |
|  |                   |             |                 |   |                   |       |       |  |
|  | West Ham United   | 2           | 2               |   |                   |       |       |  |
|  | West Ham United   | 2           | 2               |   |                   |       |       |  |
|  | Ipswich Town      | 2           | 0               |   |                   |       |       |  |
|  | Ipswich Town      | 2           | 0               |   | Preston North End | 0     |       |  |
|  |                   |             |                 |   | Preston North End | 0     |       |  |
|  |                   |             | West Ham United | 1 |                   |       |       |  |
|  | Preston North End | 2           | West Ham United | 1 | 0                 |       |       |  |
|  | Preston North End | 2           |                 |   | 0                 |       |       |  |
|  | Derby County      | 0           | 0               |   |                   |       |       |  |
|  | Derby County      | 0           | 0               |   |                   |       |       |  |
|  |                   |             |                 |   |                   |       |       |  |

## Goleadores
| Jugador          | Equipo                  | Goles |
| ---------------- | ----------------------- | ----- |
| Nathan Ellington | Wigan Athletic          | 24    |
| Jason Roberts    | Wigan Athletic          | 21    |
| Teddy Sheringham | West Ham United         | 20    |
| Darren Bent      | Ipswich Town            | 19    |
| Paul Furlong     | Queens Park Rangers     | 19    |
| Shefki Kuqi      | Ipswich Town            | 19    |
| Dave Kitson      | FC Reading              | 19    |
| Kenny Miller     | Wolverhampton Wanderers | 19    |
| Dean Ashton      | Crewe Alexandra         | 17    |
| Marlon Harewood  | West Ham United         | 17    |